# Александер Ача
Александер Ача (ісп. Raúl Alexander Acha Alemán; нар. 25 січня 1985, Мехіко, Мексика) — мексиканський співак. Володар премії Латиноамериканське Греммі.
Закінчив музичний коледж Берклі.

## Дискографія
- Voy (2008)
- Voy X+ (2009)
- Super 6 Tracks: Voy (2010)
- La vida es… (2011)
- La Vida Es…Amor Sincero (2012)
- Claroscuro (2014)